# انقراض بوم‌شناختی

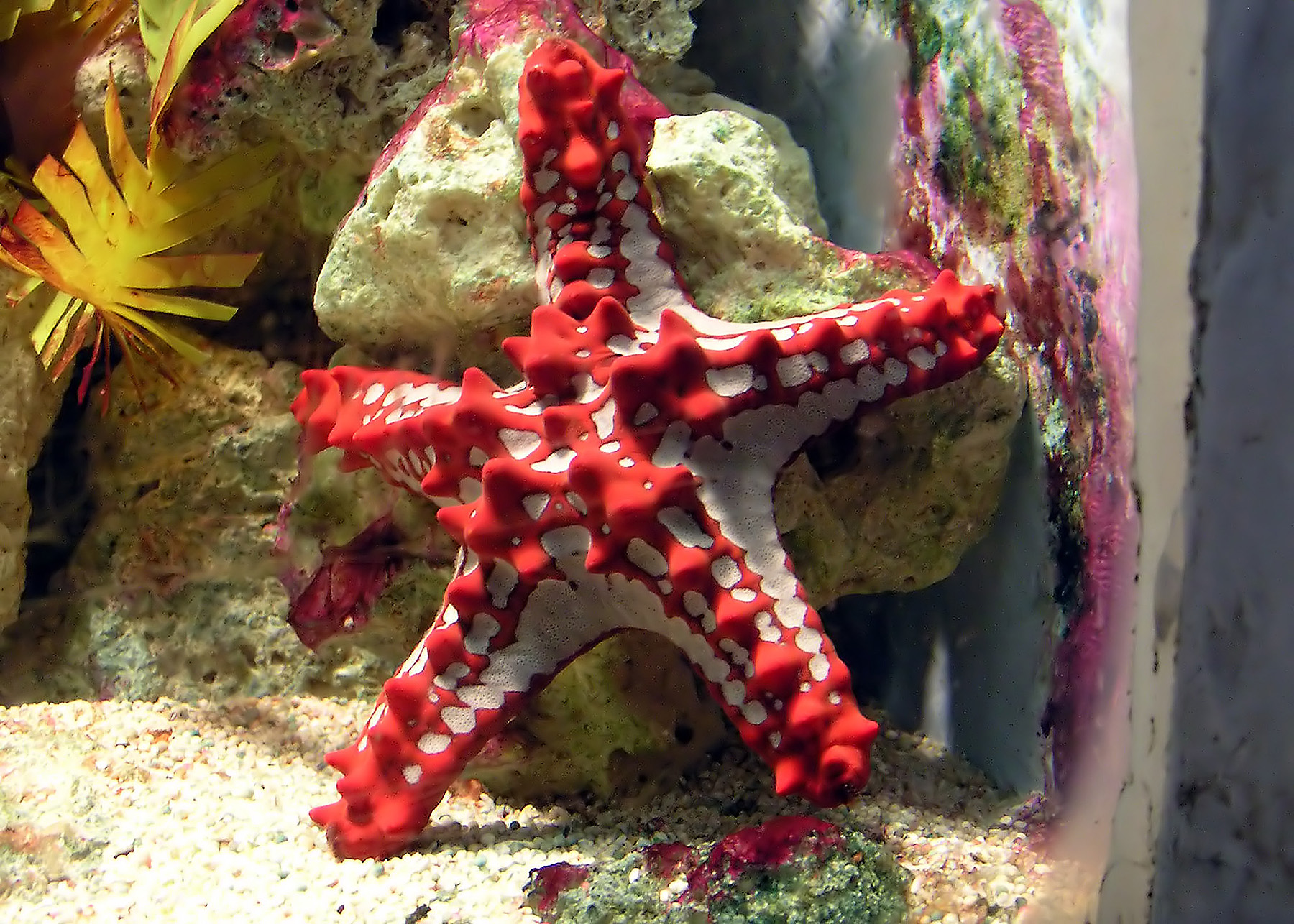
پِین برای نخستین بار با مطالعه ستاره دریایی مفهوم یک گونه کلیدی را به وجود آورد.

انقراض بوم‌شناختی (به انگلیسی: Ecological extinction) عبارت است از «کاهش یک گونه به چنان فراوانی کم که اگرچه هنوز در جامعه وجود دارد، اما دیگر به طور چشمگیری با گونه‌های دیگر تعامل نمی‌کند».
انقراض بوم‌شناختی به این دلیل برجسته می‌شود که بوم‌شناسی متقابل گونه‌ای است که برای کارهای حفاظتی مهم است. آنها بیان می‌کنند که «مگر اینکه گونه به طور چشمگیری با گونه‌های دیگر در جامعه تعامل داشته باشد (مثلاً یک شکارچی مهم، رقیب، همزیست، همزیست دوسویه یا طعمه باشد) از دست دادن آن ممکن است سبب تعدیل اندک یا بدون تعدیل فراوانی و ساختار جمعیتی گونه‌های دیگر شود.»

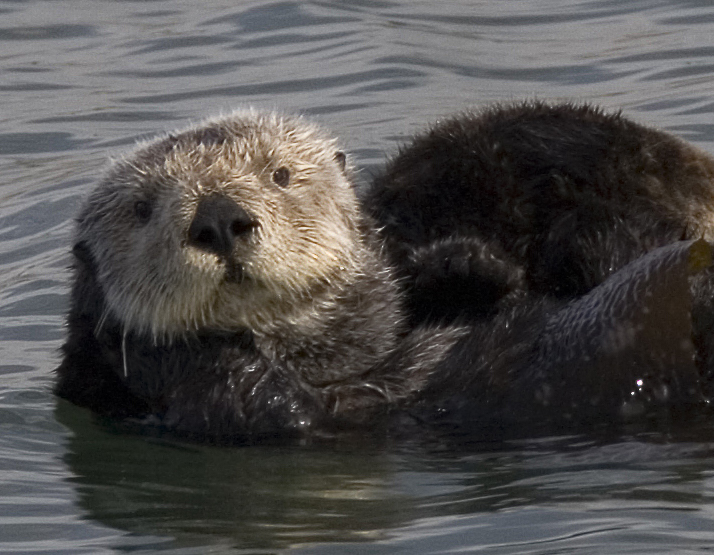
سمورهای دریایی تنوع زیستی کلی جامعه جنگلی کلپ را حفظ می‌کنند.